# Anii 460
Secole: Secolul al IV-lea - Secolul al V-lea - Secolul al VI-lea
Decenii: Anii 410 Anii 420 Anii 430 Anii 440 Anii 450 - Anii 460 - Anii 470 Anii 480 Anii 490 Anii 500 Anii 510
Ani: 460 | 461 | 462 | 463 | 464 | 465 | 466 | 467 | 468 | 469